# タウリス (小惑星)
タウリス (814 Tauris) は小惑星帯に位置する小惑星である。ロシアの天文学者、グリゴリー・ネウイミンがクリミア半島のシメイズ天文台で発見した。
シメイズ天文台があるクリミア半島の古称「タウリカ」に因んで命名された。
2005年9月に岩手県で掩蔽が観測された。